# Casciotta d'Urbino
La Casciotta d'Urbino es un queso italiano con denominación de origen protegida a nivel europeo (1996) y Denominazione di Origine Controllata de Italia desde 1982. Italia no solicitó la protección de la denominación «casciotta» ni «caciotta», términos genéricos. La zona de producción comprende todo el territorio de la Provincia de Pesaro y Urbino, en la región de Las Marcas. Puede verse escrito también como Caciotta d'Urbino.

## Historia
Este queso se realizó por vez primera en los tiempos antiguos. Se dice que era el preferido por Miguel Ángel y por el papa Clemente XIV. Según una leyenda local, el nombre proviene de la pronunciación defectuosa de «Caciotta» por parte de un funcionario local, otros dicen que deriva de un dialecto local.

## Elaboración
Se hace con leche de oveja y vaca no pasteurizada, en una proporción de 70-80% leche de oveja y 20-30% de vaca. Este queso tradicional sólo se hace entre abril y septiembre. 

## Características
Tiene forma de cilindro. Un queso entero pesa entre 800 gramos y un kilo. La corteza es natural pulida, de color amarillo a naranja. La textura de la pasta es semisuave. Huele a leche templada. El sabor es dulce y húmedo, a hierba verde, nueces y flores silvestres. Se usa en tabla de quesos, ensaladas y para cocinar. 